# Neurosis (banda)
Neurosis es una banda estadounidense de post-metal formada a mediados de los años 1980 en el área metropolitana de la Bahía de San Francisco.

## Historia

### Formación y primeros años (1985–1995)
Scott Kelly, Dave Edwardson y Jason Roeder, integrantes de la banda Violent Coercion, formaron Neurosis a finales del año 1985 orientando su sonido hacia el hardcore punk, inspirados por el estilo crust punk británico de bandas como Amebix y Crass.
Chad Salter se integró posteriormente como segundo guitarrista y voz en el año 1986. La banda ha tenido muy pocos cambios en su alineación desde su formación. En el año 1989, Chad Saltes fue reemplazado por Steve Von Till, quien previamente había formado parte de bandas como Transgressor, Peace Test y Tribe of Resistance, y un año después Simon McIlroy se integró a la banda ocupándose de los sintetizadores y samplers junto con Adam Kendall como artista visual (ambos eran amigos desde temprana edad y ya habían trabajo anteriormente en algunos proyectos de música experimental). En el año 1995 Noah Landis, un amigo de la infancia de Dave Edwardson reemplazó a Simon McIlroy en los teclados.
Con su disco The Word as Law, Neurosis comenzó la transición de su sonido hardrdcore punk presente en el disco Pain of Mind hacia un sonido más experimental desempeñado en el álbum Souls at Zero, que en últimas instancias sentaría las bases de los géneros post-metal y sludge metal atmosférico, logrando consolidar enteramente un sonido insignia a partir del álbum Enemy of the Sun.

### Through Silver in BloodyThe Eye of Every Storm(1996–2004)
En el año 1996 Neurosis atrajo la atención del sello discográfico Relapse Records comenzando así una etapa más comercial, lanzando el álbum Through Silver in Blood para posteriormente realizar una gira con Pantera. En el año 1999 fue lanzado el álbum Times of Grace, el cual fue diseñado para ser tocado de manera sincronizada con Grace, un álbum del proyecto paralelo de Neurosis Tribes of Neurot.
A principios del año 2000s, la banda fundó su propio sello discográfico llamado Neurot Recordings, el cual, además de lanzar el propio material de la banda y sus proyectos paralelos, firmó contrato con otros artistas.
A partir del álbum 'A Sun That Never Sets la banda comenzó a incorporar voces limpias e instrumentos acústicos destacando así una creciente influencia de música folk, incrementando de igual forma el uso de instrumentos de cuerda clásicos (un recurso utilizado en menor medida desde el álbum Souls At Zero), tempos bajos y más sonidos experimentales. El álbum del año 2004, The Eye of Every Storm, expandió esta serie de cambios incorporando texturas más experimentales orientando su sonido hacia un post-rock más suave.

### Actividad reciente (2007–presente)
El 8 de mayo del año 2007 la banda lanzó su noveno álbum titulado Given to the Rising a través de su sello Neurot Records. En esta producción, Neurosis reincorporó un sonido más agresivo característico de sus primeros álbumes, siendo esto bien recibido por la crítica especializada.
Neurosis ingresó nuevamente al estudio en diciembre del 2011 para comenzar las grabaciones de su siguiente material titulado Honor Found in Decay, el cual fue lanzado a finales de octubre del 2012.
Su undécima producción, titulada Fires Within Fires, fue lanzada el 23 e septiembre del año 2016.

## Elementos visuales
Desde el año 1990 hasta 1993, Adam G. Kendall fue reclutado para crear elementos visuales y presentarlo en vivo con la banda. Seguido a su salida, Pete Inc. asumió esa misma labor, con Kendall apoyando en segundo plano hasta el año 1997. Kendall también realizó las sesiones fotográficas para el video del tema "Locust Star".
Josh Graham asumió ese mismo puesto a inicios del año 2000, haciéndose cargo del arte presente en los álbumes The Eye of Every Storm del 2004, Given to the Rising del 2007, Honor Found in Decay del 2012 y de los re lanzamientos de Souls at Zero y Enemy of the Sun. A finales de noviembre del 2012, Graham y Neurosis se separaron amistosamente , anunciando este acontecimiento vía internet. Esta vez no buscaron un reemplazo, dejando así de incorporar elementos visuales en sus presentaciones en vivo.

## Estilo musical e influencias
Neurosis inició como una banda de hardcore punk, agregando algunos toques de heavy metal y crust punk. Al lanzar su segundo álbum The Word as Law (1990), comenzaron a introducir elementos como el avant-garde metal y sludge metal, un género que recién comenzaba a gestarse, derivado de la fusión del hardcore punk y el doom metal. Poco después, la banda logró consolidar un sonido característico, con Greg Moffitt de la BBC comentando que esto se debía a un "proceso de evolución y refinamiento" iniciando en el álbum Souls at Zero (1992) y culminando en Through Silver in Blood (1996), llevando "la música pesada a espacios jamás imaginados y, a su vez, dando forma a lo que sería la respuesta definitiva al metal del siglo XXI."
El estilo del cual Neurosis fue pionero fue catalogado posteriormente como post-metal, incorporando instrumentaciones más atmosféricas contrastando con la agresividad del sludge metal. incorporando también estilos cercanos al metal experimental, avant-garde metal, doom metal, post-hardcore, industrial metal, drone metal, stoner metal, metal psicodélico, metal progresivo, metal alternativo y metal extremo, empleando también elementos de música folk.
Cuando se les ha preguntado cuales son las influencias de la banda, Scott Kelly citó: "Principalmente nosotros somos nuestra propia influencia, pero de modo general, las influencias externas van desde Black Flag, Pink Floyd, Die Kreuzen, Amebix, Jimi Hendrix, King Crimson, The Melvins, Celtic Frost y, por supuesto, Hank Williams." En el año 2007, Steve Von Till comento que líricamente el y Kelly se inspiran en obras literarias, citando a los escritores Cormac McCarthy, Jack London y Paul Bowles.
Bandas como Isis, Amenra y Cult of Luna han basado toda su carrera musical sobre la música de Neurosis.
La banda Sepultura comentan que para la interpretación en vivo de su tema «Kaiowas» se inspiraron en un video de Neurosis, ya que nunca consideraron tocarla en sus presentaciones: «nosotros vimos el video en vivo, donde los integrantes de la banda dejaron sus guitarras y todos empezaron a tocar tambores en el escenario», recuerda el guitarrista Andreas Kisser. «Nosotros decidimos intentar lo mismo, ensayamos una vez y fue maravilloso». Desde entonces, la banda no dejó de interpretar la canción en sus presentaciones.
Alex CF de las bandas Fall of Efrafa y Archivist ha citado a Neurosis como una influencia considerable en el sonido de sus numerosos proyectos.

## Miembros
- Dave Edwardson: Bajo, voces
- Scott Kelly: Voces, guitarra, percusiones
- Noah Landis: Sampler, teclados, efectos
- Josh Graham: Visuales
- Jason Roeder: Batería
- Steve Von Till: Voces, guitarra

## Discografía
- Pain of Mind, 1988
- The Word as Law, 1990
- Souls at Zero, 1992
- Enemy of the Sun, 1993
- Through Silver in Blood, 1996
- Times of Grace, 1999
- Sovereign (EP), 2000
- A Sun That Never Sets, 2001
- Neurosis & Jarboe (Colaboraciòn con Jarboe), 2003
- The Eye of Every Storm, 2004
- Given to the Rising, 2007
- Honor Found in Decay, 2012
- Fires Within Fires, 2016

## Singles/EPs
- Black 7", (1986, Bootleg)
- Aberration 7", (1989, Lookout Records)
- Empty 7", 1990, (Allied Records)
- Locust Star, (1996, Relapse Records)
- The Doorway/Threshold 7", (1999, Relapse Records)
- In These Black Days (Split w/ Soilent Green) 7", (1999, Hydrahead Records)
- Sovereign MCD, (2000, Neurot Recordings)

## Proyectos paralelos
- Tribes of Neurot , El alter ego de Neurosis; la proyección noise de la banda. Han llegado a componer el Grace, una atmósfera completa y sincronizada para sonar simultáneamente con Times of Grace, uno de los discos más simbòlicos de Neurosis.
- Harvestman, Una banda de Industrial/Ambient proyecto de Steve Von Till
- Scott Kelly, Es el camino en solitario en el que, el guitarrista y cantante de Neurosis, apuesta por un country decadente y triste. Cuenta con dos discos en el mercado.
- Steve Von Till, Su proyecto en solitario, cuenta con tres discos caracterizados por un sonido completamente melancólico en los que la voz y las progresiones melódicas e instrumentales son protagonistas.